# Wiedermann Károly (filmrendező)
Wiedermann Károly (Budapest, 1930. június 13. – Budapest, 1997. február 1.) Balázs Béla-díjas magyar filmrendező.

## Életpályája
Szülei Wiedermann Károly és Gombos Zsófia. Egy gyermeke van, Károly (1979).
1940 és 1948 között az Óbudai Árpád Gimnáziumban tanult.
Tanulmányait 1949–1950-ben a Színház- és Filmművészeti Főiskolán, 1950-től 1955-ig a prágai Művészeti Akadémián végezte.
1955 és 1962 között a Mafilm Híradó- és Dokumentumfilmstúdió rendezője, közben, 1957–64 között a Budapest Játékfilmstúdió főmunkatársa. 1964-tól 1996-ig a Magyar Televízió főrendezője, emellett 1976–1983 között az MTV pécsi körzeti stúdiójának művészeti vezetője, 1978–88-ig a Movi rendezője. 1988-ban a Studio Saldo Kft. alapító tagja, és első művészeti vezetője.

## Filmográfia

### Játékfilmek
- Nehéz kesztyűk (1957 – rendezőasszisztens)
- A harangok Rómába mentek (1958 – rendezőasszisztens)
- Házasságból elégséges (1961)
- Kilenc perc (1961)
- Türelmetlenség (1968)
- Szabad a pálya! (1971)

### Tévéfilmek
- Az ötös mező
- A holtak visszajárnak (1968)
- Szende szélhámosok (1968)
- Jöjjön el a te országod (1971)
- Egy óra múlva itt vagyok… (1971-74)
- A visszhang titka (1972)

### Dokumentumfilmek
- Középkori história (1969 TV)
- Lezárt ügy?! (TV)
- Legszemélyesebb közügyeim – Kerényi József Péter
- Szülőföldem – Kokas Ignác, Tatay Sándor, Borsos Miklós, Szabó Gyula, Faludy György, Domokos Mátyás, Hernádi Gyula
- körülbelül 600 híradóriport, riport-, és dokumentumfilm.

## Díjai, elismerései
- Szocialista Kultúráért (1958)
- Balázs Béla-díj (1966)
- Egon Erwin Kisch-díj (1968)
- Számos nívódíj játék-, illetve dokumentumfilm rendezésért